# Дрізд рудошиїй
Дрізд рудошиїй (Turdus rufitorques) — вид горобцеподібних птахів родини дроздових (Turdidae). Мешкає в Мексиці і Центральній Америці.

## Опис
Довжина птаха становить 26 см, вага 70-74 г. Самці мають майже повністю чорное забарвлення, за винятком рудих грудей і шиї. Самиці мають більш світле, коричневе забарвлення з рудим відтінком. Деякі молоді самиці мають повністю руде забарвлення. Дзьоб і лапи жовті,

## Поширення і екологія
Рудошиї дрозди мешкають в горах південної Мексики (Чіапас), Гватемали, Гондурасу і Сальвадору. Вони живуть у вологих гірських тропічних лісах, у високогірних чагарникових заростях, на гірських луках, на полях і в садах. Зустрічаються переважно на висоті від 1500 до 3500 м над рівнем моря.